# Cyathodonta rugosa
Cyathodonta rugosa is een tweekleppigensoort uit de familie van de Thraciidae. De wetenschappelijke naam van de soort werd in 1818 voor het eerst geldig gepubliceerd door Jean-Baptiste de Lamarck.